# Olmitz (Kansas)
Pour les articles homonymes, voir Olmitz.
Olmitz est une ville américaine située dans le comté de Barton, au Kansas. Selon le recensement de 2020, sa population est de 90 habitants.